# Stenelmis knobeli
Stenelmis knobeli är en skalbaggsart som beskrevs av Ivan T. Sanderson 1938. Stenelmis knobeli ingår i släktet Stenelmis och familjen bäckbaggar. Inga underarter finns listade i Catalogue of Life.